# 土崎駅
土崎駅（つちざきえき）は、秋田県秋田市土崎港中央6丁目にある、東日本旅客鉄道（JR東日本）・日本貨物鉄道（JR貨物）の駅である。
追分駅から乗り入れる男鹿線の列車も停車する。また、秋田港駅までを結ぶ奥羽本線の貨物支線（通称：秋田港線）が分岐している。

## 歴史
- 1902年（明治35年）10月21日：開業[新聞 1]。
- 1907年（明治40年）12月1日：土崎電信取扱所を開設[2]。公衆電報の取り扱いを開始。
- 1926年（大正15年）10月13日：現駅舎に改築[新聞 2]。
- 1967年（昭和42年）4月14日：跨線歩道橋が完成し、開通式を挙行（いわゆる東西自由通路）[3]。
- 1969年（昭和44年）8月26日：お召し列車が土崎駅発、男鹿駅着で運転。昭和天皇、香淳皇后が乗車[4]。
- 1986年（昭和61年）12月20日：オレンジカード対応券売機を設置[新聞 3]。
- 1987年（昭和62年）
  - 4月1日：国鉄分割民営化により、JR東日本、JR貨物の駅となる。
  - 11月17日：みどりの窓口を開設[新聞 4]。
- 1991年（平成3年）3月25日：土崎駅東西歩道橋「港ウィロード」が開通。これ以前は、首都圏などでよく見られる屋外型跨線歩道橋があった。
- 1992年（平成4年）2月：駅舎を一部改装し、駅舎正面にステンドグラスを設置[新聞 5]
- 1999年（平成11年）：秋田新幹線「こまち」利用客向けのパークアンドライド用駐車場「こまち駐車場」が開設される[新聞 6]。
- 2006年（平成18年）3月30日：みどりの窓口を廃止[新聞 7]。自動改札機、「もしもし券売機Kaeruくん」が稼働開始[新聞 8]。
- 2009年（平成21年）12月：駅前広場の整備工事が終了。
- 2010年（平成22年）4月1日：追分駅ならびに八郎潟駅が管理していた奥羽本線大久保駅 - 鹿渡駅間および男鹿線出戸浜駅 - 天王駅間各駅が当駅管理に変更となる。
- 2011年（平成23年）4月：駅跨線橋の架け替え工事が完成し、新跨線橋を供用開始。
- 2012年（平成24年）
  - 2月2日：「もしもし券売機Kaeruくん」の営業を終了[報道 1]。
  - 12月10日：駅舎のリニューアル工事が完成[報道 2][新聞 9]。
- 2015年（平成27年）10月1日：八郎潟駅および追分駅も当駅管理となる。また、鯉川駅および鹿渡駅の管理権限を東能代駅に委譲。
- 2016年（平成28年）3月26日：すべての快速列車の停車駅となる[報道 3]。
- 2018年（平成30年）
  - 3月19日：駅舎の耐震補強工事が完成[報道 4]。
  - 3月25日：午前5時50分ごろ、駅構内にある飲食店「港ばやし（立ち食い蕎麦屋）」より、火災。駅の屋根などの一部を焼く[新聞 10]。そば店はのちに再建。
  - 5月12日：男鹿駅の業務委託化に伴い、男鹿線全駅の管理駅となる。
- 2022年（令和4年）
  - 1月18日：秋田臨港警察署員、県警鉄道警察隊、警備部機動隊約15人とJR秋田支社社員約50人にて、実際の車両を使って不審者対応や爆発物処理の訓練を実施[新聞 11]。
  - 3月12日：秋田駅と統合した秋田営業統括センターが発足し、その傘下となる。
- 2023年（令和5年）5月27日：ICカード「Suica」の利用が可能となる[報道 5][報道 6]。
- 2024年（令和6年）10月1日：えきねっとQチケのサービスを開始[1][報道 7]。

## 駅構造
単式ホーム1面1線と島式ホーム1面2線、計2面3線のホームを持つ地上駅である。互いのホームは跨線橋で連絡している。駅の青森方から秋田港線が分岐している。
2012年（平成24年）4月20日に、JR東日本は2013年（平成25年）に開催された秋田デスティネーションキャンペーンと、それに向けて2012年（平成24年）に開催されたプレデスティネーションキャンペーンを見据えて、秋田を訪れる観光客を綺麗な駅舎で迎えることを目指した駅舎の整備を行うことを発表した。当駅の駅舎は、2012年（平成24年）12月10日にリニューアルされた。港町にあるモダンな外観をコンセプトとし、1926年（大正15年）落成の駅舎の雰囲気を生かし、外壁の一部にレンガ調の壁材を使用して洋館風としている。また待合室の腰壁に地元企業の提供による秋田杉が使用されている。その後、駅舎の耐震補強工事が行われ、2018年（平成30年）3月19日に完成した。
秋田営業統括センター傘下の直営駅（副長配置）である。管理駅として奥羽本線の上飯島駅 - 八郎潟駅間の各駅および男鹿線全駅を管理している。
自動改札機（Suica、えきねっとQチケ対応）・自動券売機・指定席券売機・立ち食いそば店（JR東日本東北総合サービス営業）が設置されている。2006年（平成18年）にみどりの窓口が廃止され、その代替として「もしもし券売機Kaeruくん」が設置されたが、2012年（平成24年）に営業終了し撤去され、代わって指定席券売機が設置された。設置場所は旧みどりの窓口コーナー内で、待合室とは自動ドアで仕切られているほか、発券はしないが旧みどりの窓口カウンターを流用した案内カウンターに駅社員が常駐している。
未整備で手狭だった駅前広場は拡張整備工事が行われ、2009年（平成21年）末までに駐車場やバス停などのすべての施設の供用が開始された。また、駅の東西を結ぶ歩行者・自転車専用連絡通路「港ウイロード」が駅の北側に設置されている。
7月になると土崎港曳山祭りの山につける見返しの札が展示され、土崎の夏を象徴する光景となる。

### のりば
| 番線 | 路線                      | 方向 | 行先     |
| ---- | ------------------------- | ---- | -------- |
| 1    | ■奥羽本線                 | 下り | 青森方面 |
| 1    | ■男鹿線                   | 下り | 男鹿方面 |
| 2・3 | ■奥羽本線 （■男鹿線含む） | 上り | 秋田方面 |

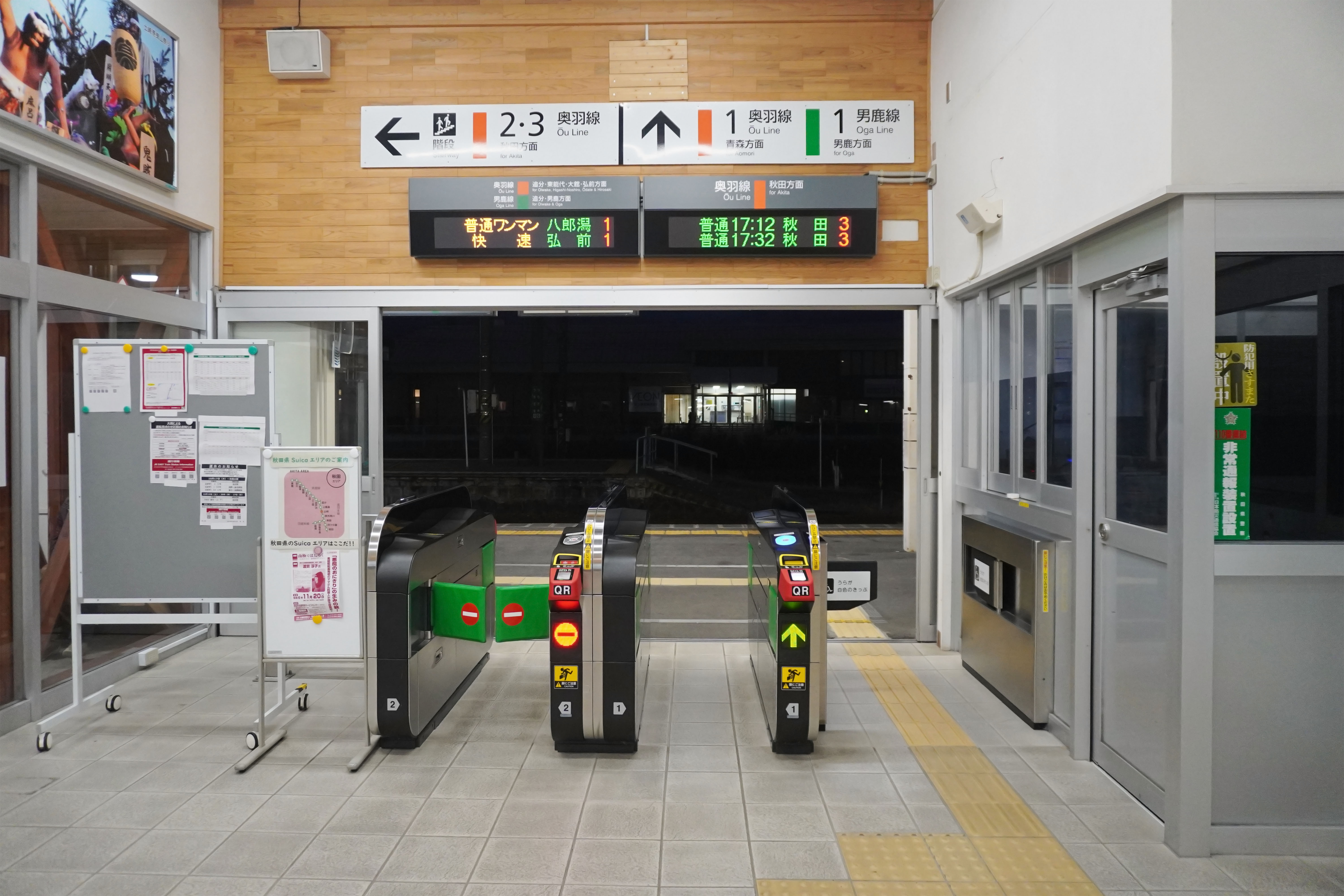
改札口（2024年11月）
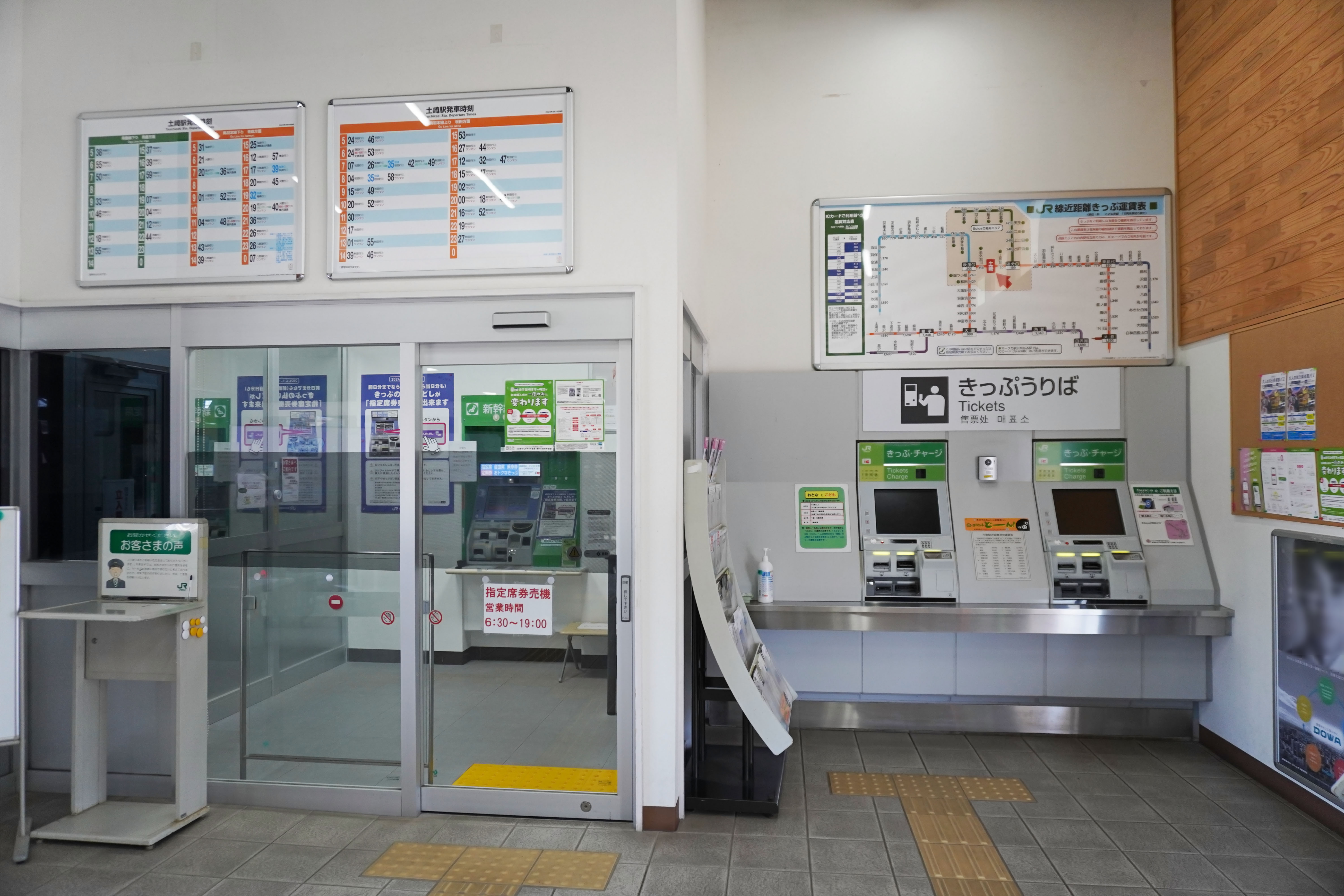
切符売り場（2024年5月）
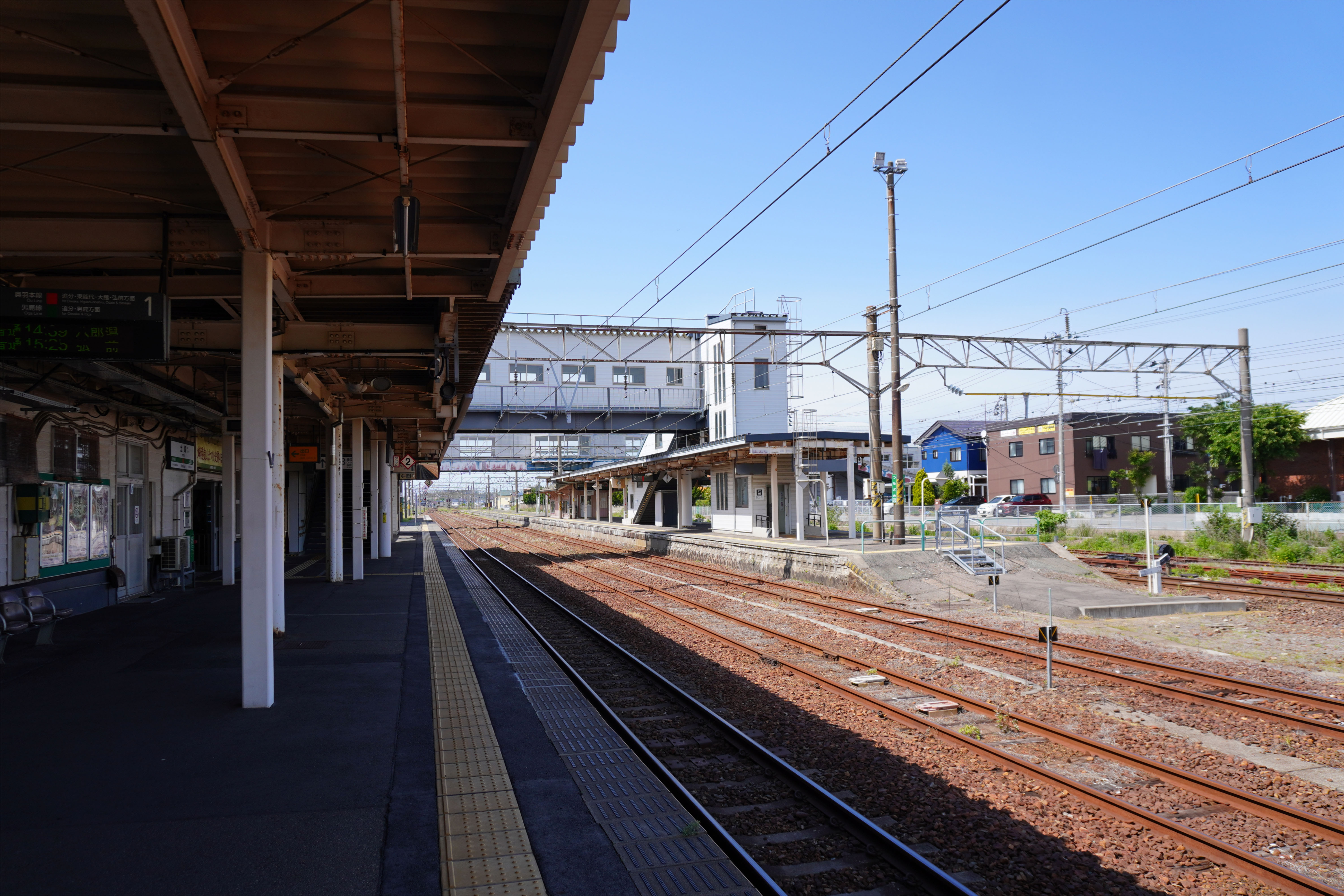
ホーム（2024年5月）
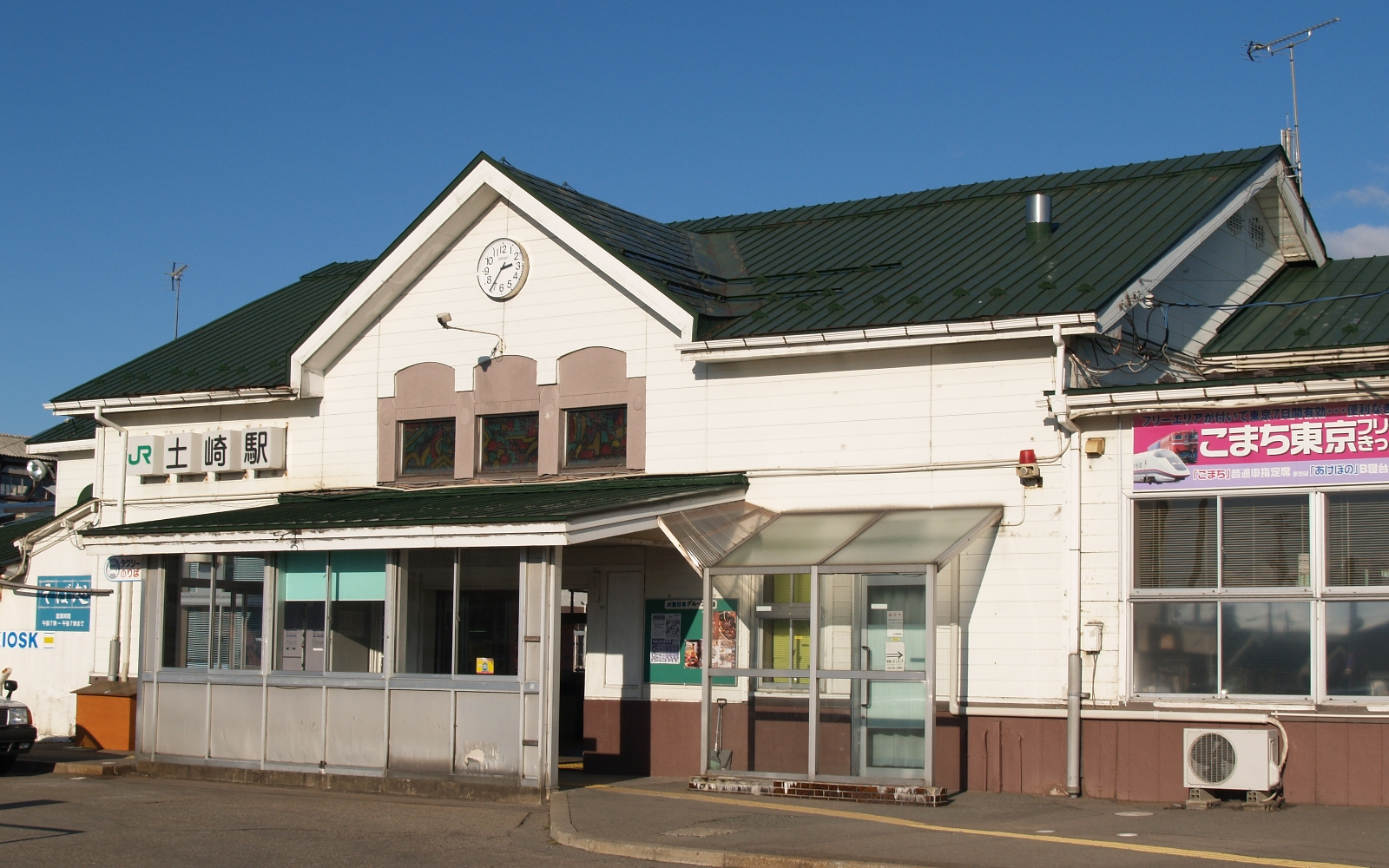
旧駅舎（2008年11月）
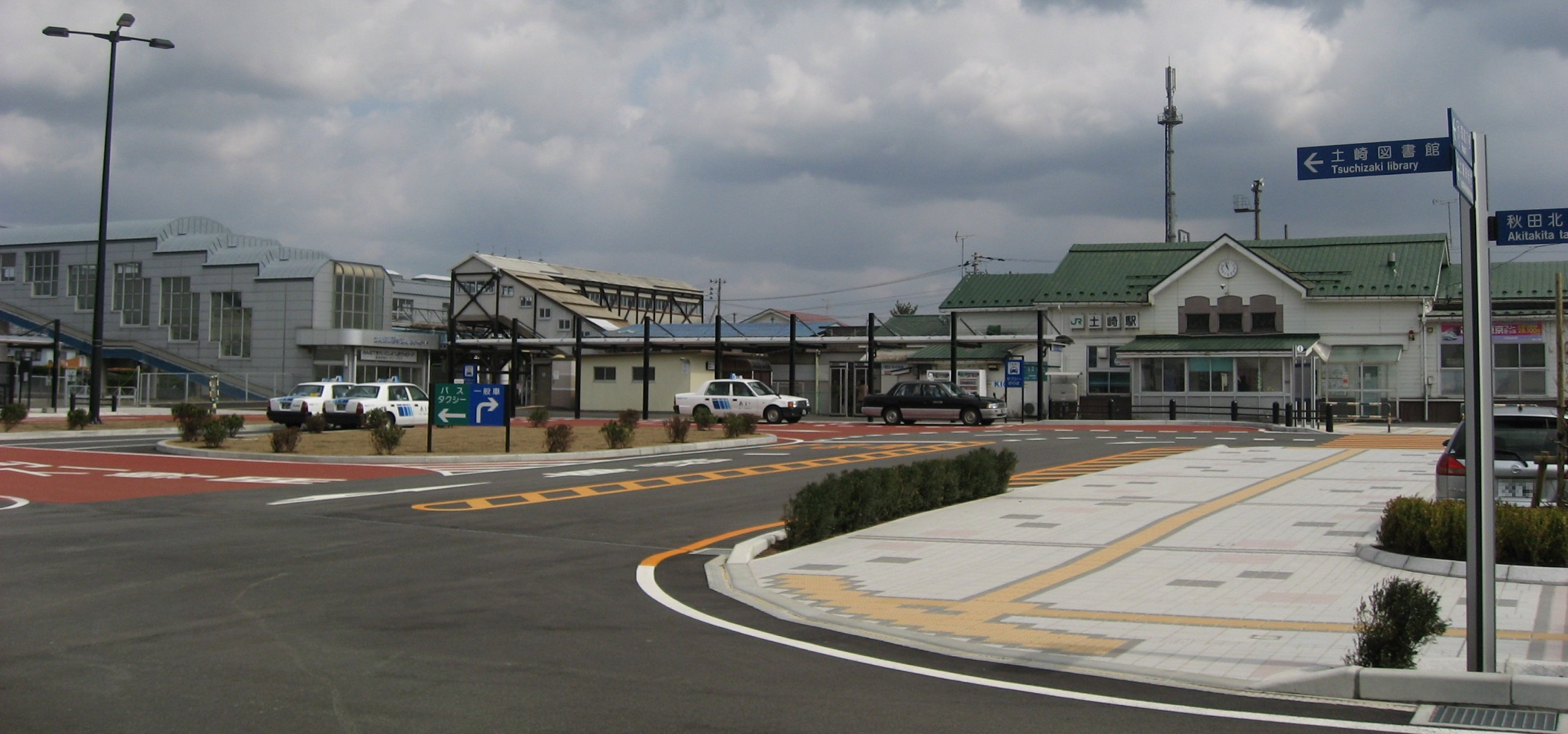
駅前広場。左奥にあるのが港ウィロード（2010年3月）

## 利用状況
JR東日本によると、2023年度（令和5年度）の1日平均乗車人員は1,801人である。
2000年度（平成12年度）以降の推移は以下のとおりである。
| 1日平均乗車人員推移 | 1日平均乗車人員推移 | 1日平均乗車人員推移 | 1日平均乗車人員推移 | 1日平均乗車人員推移 |
| 年度                | 定期外              | 定期                | 合計                | 出典                |
| ------------------- | ------------------- | ------------------- | ------------------- | ------------------- |
| 2000年（平成12年）  |                     |                     | 2,636               | [ 利用客数 2 ]      |
| 2001年（平成13年）  |                     |                     | 2,515               | [ 利用客数 3 ]      |
| 2002年（平成14年）  |                     |                     | 2,456               | [ 利用客数 4 ]      |
| 2003年（平成15年）  |                     |                     | 2,402               | [ 利用客数 5 ]      |
| 2004年（平成16年）  |                     |                     | 2,372               | [ 利用客数 6 ]      |
| 2005年（平成17年）  |                     |                     | 2,354               | [ 利用客数 7 ]      |
| 2006年（平成18年）  |                     |                     | 2,313               | [ 利用客数 8 ]      |
| 2007年（平成19年）  |                     |                     | 2,260               | [ 利用客数 9 ]      |
| 2008年（平成20年）  |                     |                     | 2,248               | [ 利用客数 10 ]     |
| 2009年（平成21年）  |                     |                     | 2,221               | [ 利用客数 11 ]     |
| 2010年（平成22年）  |                     |                     | 2,248               | [ 利用客数 12 ]     |
| 2011年（平成23年）  |                     |                     | 2,229               | [ 利用客数 13 ]     |
| 2012年（平成24年）  | 579                 | 1,705               | 2,285               | [ 利用客数 14 ]     |
| 2013年（平成25年）  | 586                 | 1,729               | 2,316               | [ 利用客数 15 ]     |
| 2014年（平成26年）  | 555                 | 1,597               | 2,152               | [ 利用客数 16 ]     |
| 2015年（平成27年）  | 529                 | 1,645               | 2,175               | [ 利用客数 17 ]     |
| 2016年（平成28年）  | 529                 | 1,619               | 2,148               | [ 利用客数 18 ]     |
| 2017年（平成29年）  | 515                 | 1,630               | 2,145               | [ 利用客数 19 ]     |
| 2018年（平成30年）  | 507                 | 1,569               | 2,076               | [ 利用客数 20 ]     |
| 2019年（令和元年）  | 489                 | 1,543               | 2,032               | [ 利用客数 21 ]     |
| 2020年（令和02年）  | 339                 | 1,440               | 1,779               | [ 利用客数 22 ]     |
| 2021年（令和03年）  | 353                 | 1,359               | 1,712               | [ 利用客数 23 ]     |
| 2022年（令和04年）  | 407                 | 1,392               | 1,799               | [ 利用客数 24 ]     |
| 2023年（令和05年）  | 481                 | 1,319               | 1,801               | [ 利用客数 1 ]      |

## 駅周辺
- JR東日本秋田総合車両センター（旧・土崎工場）
- 秋田県道161号土崎停車場線
- 国道7号
- 秋田市立土崎図書館
- 仙台国税局秋田北税務署
- 秋田市北部市民サービスセンター
- 土崎みなと歴史伝承館
- 湊城跡
- 土崎神明社
- 土崎文化センター
- 土崎病院
- 土崎郵便局
- 秋田銀行土崎支店
- 北都銀行土崎支店
- 秋田信用金庫土崎支店
- 五十嵐記念病院
- 秋田臨港警察署
  - 土崎駅前交番
- イオン東北本社
- 陸上自衛隊秋田駐屯地
- 秋田市立土崎中学校
- 秋田市立土崎小学校
- 秋田市立港北小学校
- 秋田市立土崎南小学校
- 土崎児童館
- 港北児童センター
- 土崎南児童センター
- マックスバリュ港北店

## バス路線
駅前ロータリー内に「土崎駅前」停留所があり、秋田中央交通の路線（秋田駅・秋田厚生医療センター方面）およびキングタクシーが運行する秋田市マイタウン・バス北部線（金足コース、下新城コース、上新城コースの各一部便）が乗り入れている。周辺には駅からやや離れた「土崎駅入口」停留所がある。

## 隣の駅
東日本旅客鉄道（JR東日本）
■奥羽本線・■男鹿線（男鹿線は秋田駅 - 追分駅間奥羽本線）
□快速・■普通
泉外旭川駅 - （貨）秋田貨物駅 - 土崎駅 - 上飯島駅
日本貨物鉄道（JR貨物）
秋田港貨物支線
土崎駅 - 秋田港駅

### 記事本文

##### 報道発表資料
1. ↑  「もしもし券売機『Kaeruくん』が指定席券売機に替わります! (PDF)」東日本旅客鉄道秋田支社。2021年2月5日閲覧。
2. 1 2  「土崎駅がきれいになりました! (PDF)」（プレスリリース）、東日本旅客鉄道秋田支社、2012年12月7日。2020年5月17日閲覧。
3. ↑  「2016年3月ダイヤ改正について (PDF)」（プレスリリース）、東日本旅客鉄道秋田支社、2015年12月18日、5頁。2016年3月21日閲覧。
4. 1 2  「奥羽本線 土崎駅のリニューアルが完成します (PDF)」（プレスリリース）、東日本旅客鉄道秋田支社、2018年3月19日。2018年3月26日閲覧。
5. ↑  「2023年5月27日（土）北東北3エリアでSuicaがデビューします! (PDF)」（プレスリリース）、東日本旅客鉄道盛岡支社／東日本旅客鉄道秋田支社、2022年12月12日。2022年12月12日閲覧。
6. ↑  「北東北3県におけるSuicaご利用エリアの拡大について ～2023年春以降、青森・岩手・秋田の各エリアでSuicaをご利用いただけるようになります～ (PDF)」（プレスリリース）、東日本旅客鉄道、2021年4月6日。2021年4月6日閲覧。
7. ↑  「Suicaエリア外もチケットレスで! 東北エリアから「えきねっとQチケ」がはじまります (PDF)」（プレスリリース）、東日本旅客鉄道、2024年7月11日。2024年8月6日閲覧。
8. 1 2  「秋田デスティネーションキャンペーンに向けた駅舎整備について (PDF)」（プレスリリース）、東日本旅客鉄道秋田支社、2012年4月20日。2020年5月17日閲覧。
9. ↑  「土崎駅舎のリニューアルについて (PDF)」（プレスリリース）、東日本旅客鉄道秋田支社、2012年12月7日。2020年5月17日閲覧。

##### 新聞記事
1. 1 2  「土崎駅開通祝賀式」『秋田魁新報』秋田魁新報社、1902年10月22日、朝刊、2面。
2. ↑  「新装なった土◇崎◇驛 十三日盛大な改築落成式行ふ」『秋田魁新報』秋田魁新報社、1926年10月15日、夕刊、2面。
3. ↑  「国越のオレンジカード 好評 券売機も設置 20日から秋田、土崎、追分に」『読売新聞』1986年12月18日、朝刊、あきた第二県版、19面。
4. ↑  「3駅にみどりの窓口」『読売新聞』1987年10月9日、朝刊、秋田読売、18面。
5. ↑  「車窓」『交通新聞』交通新聞社、1992年2月29日、2面。
6. ↑  「新幹線客向け駐車場 秋田6駅で新・増設」『日本経済新聞』1999年5月1日、地方経済面、東北A。
7. ↑  「JR東日本 「みどりの窓口」廃止へ 県内8駅 湯沢市など「撤回を」」『朝日新聞』朝日新聞社、2006年3月2日、31 朝刊。
8. ↑  「みどりの窓口リストラ」『朝日新聞』朝日新聞社、2006年7月11日、23 夕刊。
9. 1 2  交通新聞2013年1月18日
10. ↑  「土崎駅で火事 奥羽線と男鹿線に運休や遅れ【動画】」『秋田魁新報』2018年3月25日。オリジナルの2018年3月25日時点におけるアーカイブ。2020年5月17日閲覧。
11. ↑  日比野桃子「列車内、乗客避難迅速に 県警とJR 不審者対応訓練 土崎駅」『秋田魁新報』2022年1月21日、25面。

### 利用状況
1. 1 2  「各駅の乗車人員 2023年度 101位以下（5）| 企業サイト：JR東日本」東日本旅客鉄道。2025年7月18日閲覧。
2. ↑  「JR東日本：各駅の乗車人員（2000年度）」東日本旅客鉄道。2025年7月18日閲覧。
3. ↑  「JR東日本：各駅の乗車人員（2001年度）」東日本旅客鉄道。2025年7月18日閲覧。
4. ↑  「JR東日本：各駅の乗車人員（2002年度）」東日本旅客鉄道。2025年7月18日閲覧。
5. ↑  「JR東日本：各駅の乗車人員（2003年度）」東日本旅客鉄道。2025年7月18日閲覧。
6. ↑  「JR東日本：各駅の乗車人員（2004年度）」東日本旅客鉄道。2025年7月18日閲覧。
7. ↑  「JR東日本：各駅の乗車人員（2005年度）」東日本旅客鉄道。2025年7月18日閲覧。
8. ↑  「JR東日本：各駅の乗車人員（2006年度）」東日本旅客鉄道。2025年7月18日閲覧。
9. ↑  「JR東日本：各駅の乗車人員（2007年度）」東日本旅客鉄道。2025年7月18日閲覧。
10. ↑  「JR東日本：各駅の乗車人員（2008年度）」東日本旅客鉄道。2025年7月18日閲覧。
11. ↑  「JR東日本：各駅の乗車人員（2009年度）」東日本旅客鉄道。2025年7月18日閲覧。
12. ↑  「JR東日本：各駅の乗車人員（2010年度）」東日本旅客鉄道。2025年7月18日閲覧。
13. ↑  「JR東日本：各駅の乗車人員（2011年度）」東日本旅客鉄道。2025年7月18日閲覧。
14. ↑  「JR東日本：各駅の乗車人員（2012年度）」東日本旅客鉄道。2025年7月18日閲覧。
15. ↑  「各駅の乗車人員 2013年度 ベスト100以外（4）：JR東日本」東日本旅客鉄道。2025年7月18日閲覧。
16. ↑  「各駅の乗車人員 2014年度 ベスト100以外（4）：JR東日本」東日本旅客鉄道。2025年7月18日閲覧。
17. ↑  「各駅の乗車人員 2015年度 ベスト100以外（4）：JR東日本」東日本旅客鉄道。2025年7月18日閲覧。
18. ↑  「各駅の乗車人員 2016年度 ベスト100以外（4）：JR東日本」東日本旅客鉄道。2025年7月18日閲覧。
19. ↑  「各駅の乗車人員 2017年度 ベスト100以外（4）：JR東日本」東日本旅客鉄道。2025年7月18日閲覧。
20. ↑  「各駅の乗車人員 2018年度 ベスト100以外（4）：JR東日本」東日本旅客鉄道。2025年7月18日閲覧。
21. ↑  「各駅の乗車人員 2019年度 ベスト100以外（4）：JR東日本」東日本旅客鉄道。2025年7月18日閲覧。
22. ↑  「各駅の乗車人員 2020年度 101位以下（4）| 企業サイト：JR東日本」東日本旅客鉄道。2025年7月18日閲覧。
23. ↑  「各駅の乗車人員 2021年度 101位以下（4）| 企業サイト：JR東日本」東日本旅客鉄道。2025年7月18日閲覧。
24. ↑  「各駅の乗車人員 2022年度 101位以下（4）| 企業サイト：JR東日本」東日本旅客鉄道。2025年7月18日閲覧。